# Čieskadasjávri
Čieskadasjávri eller Tsieskadasjavri eller Tshieskadasjävri är en sjö i Finland. Den ligger i kommunen Enare i landskapet Lappland, i den norra delen av landet, 1 000 km norr om huvudstaden Helsingfors. Čieskadasjávri ligger 222,7 meter över havet. Omgivningarna runt Čieskadasjávri är i huvudsak ett öppet busklandskap. Arean är 1,1 kvadratkilometer och strandlinjen är 9,66 kilometer lång. Sjön  ingår i Pasvik älvs huvudavrinningsområde. 